# Tamako Market
Tamako Market (jap. たまこまーけっと Tamako māketto) – serial anime wyprodukowany przez studio Kyoto Animation, emitowany od stycznia do marca 2013. Film anime, zatytułowany Miłosna opowieść Tamako, miał premierę w kwietniu 2014.

## Fabuła
Tamako Kitashirakawa jest najstarszą córką rodziny prowadzącej sklep z mochi w dzielnicy handlowej Usagiyama. Pewnego dnia Tamako spotyka dziwnego, mówiącego ptaka o imieniu Dera Mochimazzi, który przybywa z odległej krainy w poszukiwaniu żony dla księcia swojego kraju. Po tym jak Dera przybiera na wadze od jedzenia zbyt dużej ilości mochi, zostaje on darmozjadem w domu Tamako. Seria opowiada o codziennym życiu Tamako, jej przyjaciół, rodziny, sąsiadów i tego osobliwego ptaka.

## Bohaterowie

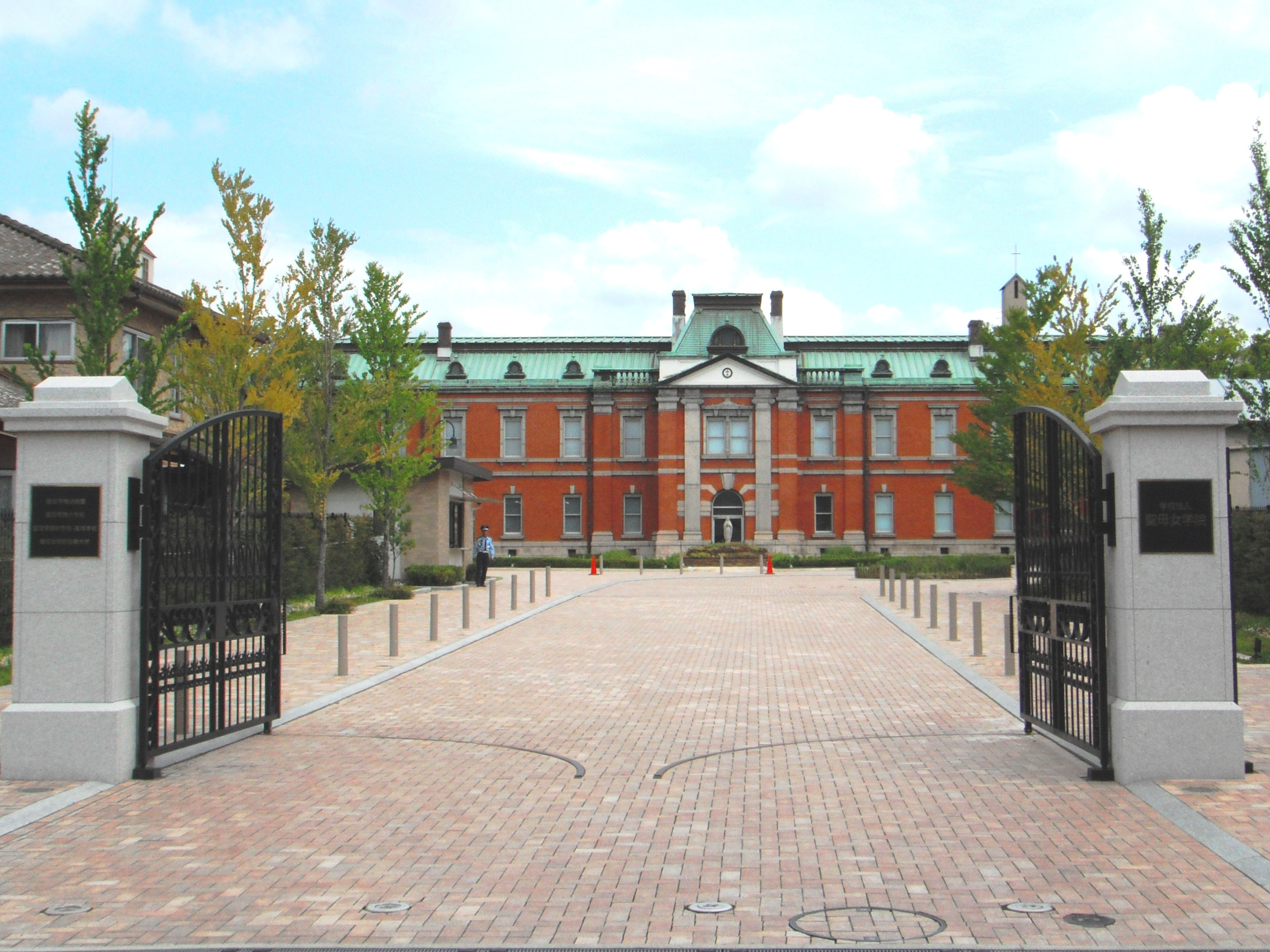
Dawna kwatera główna 16. dywizji Cesarskiej Armii Japońskiej w Fushimi, która obecnie funkcjonuje jako Liceum Kyoto Seibo Gakuin, posłużyła za wzór dla Liceum Usagiyama.

### Główni
- Tamako Kitashirakawa (jap. 北白川 たまこ Kitashirakawa Tamako)

Seiyū: Aya Suzaki 
- Mochizō Ōji (jap. 大路 もち蔵 Ōji Mochizō)

Seiyū: Atsushi Tamaru 
- Dera Mochimazzi (jap. デラ・モチマッヅィ)

Seiyū: Takumi Yamazaki 
- Midori Tokiwa (jap. 常盤 みどり Tokiwa Midori)

Seiyū: Yūki Kaneko 
- Kanna Makino (jap. 牧野 かんな Makino Kanna)

Seiyū: Juri Nagatsuma 
- Shiori Asagiri (jap. 朝霧 史織 Asagiri Shiori)

Seiyū: Yurie Yamashita 

### Rodzina Kitashirakawa
- Anko Kitashirakawa (jap. 北白川 あんこ Kitashirakawa Anko)

Seiyū: Rina Hidaka 
- Mamedai Kitashirakawa (jap. 北白川 豆大 Kitashirakawa Mamedai)

Seiyū: Keiji Fujiwara 
- Fuku Kitashirakawa (jap. 北白川 福 Kitashirakawa Fuku)

Seiyū: Tomomichi Nishimura 
- Hinako Kitashirakawa (jap. 北白川 ひなこ Kitashirakawa Hinako)

Seiyū: Yōko Hikasa 

### Rodzina Ōji
- Gohei Ōji (jap. 大路 吾平 Ōji Gohei)

Seiyū: Fumihiko Tachiki 
- Michiko Ōji (jap. 大路 道子 Ōji Michiko)

Seiyū: Satsuki Yukino 

### Sklepikarze w Usagiyamie
- Kaoru Hanase (jap. 花瀬 かおる Hanase Kaoru)

Seiyū: Daisuke Ono 
- Kunio Yaobi (jap. 八百比 邦夫 Yaobi Kunio)

Seiyū: Kōji Tsujitani 
- Chōji Yumoto (jap. 湯本 長治 Yumoto Chōji)

Seiyū: Kyōsei Tsukui 
- Sayuri Yumoto (jap. 湯本 さゆり Yumoto Sayuri)

Seiyū: Junko Iwao 
- Tomio Shimizu (jap. 清水 富雄 Shimizu Tomio)

Seiyū: Yoshihisa Kawahara 
- Nobuhiko Tokiwa (jap. 常盤 信彦 Tokiwa Nobuhiko)

Seiyū: Hiroshi Yanaka 
- Fumiko Mitsumura (jap. 満村 文子 Mitsumura Fumiko)

Seiyū: Kumiko Watanabe 
- Tadanao Shiraki (jap. 白木 忠直 Shiraki Tadanao)

Seiyū: Naoya Nosaka 
- Takashi Uotani (jap. 魚谷 隆 Uotani Takashi)

Seiyū: Ken Narita 
- Mari Uotani (jap. 魚谷 真理 Uotani Mari)

Seiyū: Yōko Hikasa 

### Rodzina królewska Mochimazzi
- Choi Mochimazzi (jap. チョイ・モチマッヅィ)

Seiyū: Yuri Yamaoka 
- Mecha Mochimazzi (jap. メチャ・モチマッヅィ)

Seiyū: Hiro Shimono 

## Anime
Telewizyjny serial anime został wyprodukowany przez studio Kyoto Animation i wyreżyserowany przez Naoko Yamadę na podstawie scenariusza Reiko Yoshidy. Dyrektorem artystycznym została Ikuko Tamine, postacie zaprojektowała Yukiko Horiguchi, za reżyserię dźwięku odpowiadał Yota Tsuruoka, muzykę zaś skomponowała Tomoko Kataoka. Seria była emitowana w Tokyo MX i innych stacjach między 10 stycznia a 28 marca 2013. Motywem otwierającym jest „Dramatic Market Ride” (jap. ドラマチックマーケットライド Doramachikku māketto raido), a końcowym „Neguse” (jap. ねぐせ). Oba utwory wykonała Aya Suzaki.

### Film kinowy
26 kwietnia 2014 premierę miał film kinowy, zatytułowany Miłosna opowieść Tamako (jap. たまこラブストーリー Tamako rabusutōrī), który jest kontynuacją wydarzeń przedstawionych w serii telewizyjnej. Za jego produkcję odpowiadała ekipa produkcyjna pracująca wcześniej nad serialem. Podczas pokazów był wyświetlany także krótkometrażowy film w reżyserii Tatsuyi Ishihary zatytułowany Dera-chan z wysp południowych.
W Polsce film zadebiutował 9 lutego 2019 na kanale 2x2. 21 marca tego samego roku został także wydany na nośnikach Blu-ray/DVD w wersji z lektorem przez Anime Eden. Produkcja została również udostępniono cyfrowo w wersji z polskimi napisami i dubbingiem przez wydawnictwo Animagia. 

## Light novel
Light novel napisana przez Mutsuki Ichinose i zilustrowana przez Yukiko Horiguchi, została wydana przez Kyoto Animation 8 kwietnia 2013.

## Odbiór
Carl Kimlinger z serwisu Anime News Network przyznał anime ocenę B, chwaląc lekką atmosferę i poczucie zabawy, jednocześnie krytykując postacie za brak wystarczającej głębi, by zapadły w pamięć.